# Modulateur RF
Un modulateur RF (ou modulateur de radiofréquence ; en anglais, RF modulator ou radio frequency modulator) est un dispositif électronique dont l'entrée est un signal en bande de base qui est utilisé pour moduler une source de radiofréquence.
Les modulateurs RF sont utilisés pour convertir les signaux provenant d'appareils tels que les lecteurs multimédias, les magnétoscopes et les consoles de jeux en un format pouvant être traité par un appareil conçu pour recevoir une entrée modulée en radiofréquence, tel qu'un poste de radio ou de télévision.

## Histoire
Avant l'introduction de normes de connecteurs vidéo spécialisés tels que le SCART, les téléviseurs étaient conçus pour n'accepter que les signaux via le connecteur d'antenne : les signaux proviennent d'une station de télévision, sont transmis par voie hertzienne, puis sont reçus par une antenne et démodulés dans le téléviseur. Lorsqu'ont été développés des équipements pouvant utiliser un récepteur de télévision comme dispositif d'affichage, tels que les magnétoscopes, les lecteurs de DVD, les premiers ordinateurs domestiques et les consoles de jeux vidéo, le signal était modulé et envoyé au connecteur d'entrée RF.
Le connecteur d'antenne est standard sur tous les téléviseurs, même les très anciens. Étant donné que les modèles de téléviseurs plus récents comprennent des prises vidéo composite, S-Vidéo et vidéo composante, qui sautent les étapes de modulation et de démodulation, les modulateurs ne font plus partie de l'équipement standard et les modulateurs RF sont désormais en grande partie des produits tiers, achetés principalement pour faire fonctionner des équipements plus récents tels que des lecteurs de DVD avec un vieux téléviseur.

## Canaux
Une sortie canal 3/4 était une sélection de sortie courante pour les appareils audiovisuels grand public vendus en Amérique du Nord et destinés à être connectés à un téléviseur à l'aide d'un signal radiofréquence (RF). Cette option de canal était proposée parce qu'il était rare que les canaux de diffusion 3 et 4 soient utilisés sur le même marché, ou même seulement le canal 3 lui-même. Ce choix permettait à l'utilisateur de sélectionner le canal inutilisé dans sa région afin que le dispositif connecté puisse fournir une vidéo et une audio sur une alimentation RF au téléviseur sans interférence excessive d'un signal de diffusion.
Dans d'autres pays, la sortie RF pour les équipements vidéo se faisait sur différents groupes de fréquences. Par exemple, les équipements vendus en Europe, en Afrique du Sud et à Hong Kong utilisaient les canaux UHF 30-39 à cette fin. Les équipements vendus au Japon utilisaient le canal 1 ou 2. D'autres canaux étant utilisés pour la fonction de modulation RF dans d'autres régions, la sortie du canal 3/4 est donc une fausse appellation pour ces régions.
Il est également courant d'avoir ce type de sortie RF sur les magnétoscopes (VCR), les premiers lecteurs de DVD et les consoles de jeux vidéo,.
L'omniprésence du magnétoscope a permis aux consommateurs de se familiariser avec la modulation RF, ce qui pourrait expliquer sa popularité durable et son utilisation dans des supports entièrement numériques comme les DVD et les consoles de jeux vidéo. Une meilleure explication pourrait être sa familiarité et sa facilité d'utilisation, ainsi que les anciens téléviseurs, qui ne disposaient pas de connexions pour le vidéo composite ou le S-vidéo.
L'arrivée relativement tardive du DVD sur le marché signifie que la plupart des lecteurs postérieurs aux premières générations ne prennent pas en charge la modulation RF en mode natif, mais s'appuient sur des convertisseurs, qui peuvent également amplifier le signal.
Les consoles de jeux vidéo de la première à la quatrième génération utilisaient généralement cette méthode pour se connecter au téléviseur, qui servait de périphérique audio et vidéo pour le jeu, avec quelques variantes (l'Atari 2600, par exemple, utilisait les canaux 2/3). Dans de nombreux cas, un modulateur RF était utilisé pour prendre la sortie composite du jeu et la moduler avant d'envoyer le signal au téléviseur.
Récemment, certains démodulateurs RF ont été commercialisés sur d'obscurs marchés en ligne pour permettre aux entrées du canal 3 des anciens appareils de fonctionner sur une entrée composite RCA.

## Conception
La modulation RF place l'information souhaitée sur une onde porteuse à une fréquence normalisée. La modulation d'amplitude ou de fréquence peut être utilisée, selon les besoins de l'équipement de réception.